# Колесник, Евдокия Васильевна
Евдокия Васильевна Коле́сник (р. 1942) — советская и украинская певица (сопрано).

## Биография
Родилась 1 мая 1942 года во временно оккупированном нацистами селе Пустельниково (ныне Александрийский район, Кировоградская область, Украина).

### Творческая деятельность
В 1968 году окончила КГК имени П. И. Чайковского (ученица профессора Н. И. Захарченко). С тех пор работает в КУГАТОБ имени Т. Г. Шевченко. В репертуаре певицы более 40 оперных партий. Бывшая заведующая, а сейчас профессор кафедры сольного пения Национальной музыкальной академии Украины имени Петра Чайковского.С 2019 года заведующая кафедры оперной подготовки и режиссуры  НМАУ имени Петра Чайковского.

## Оперные партии
- «Запорожец за Дунаем» С. С. Гулака-Артемовского — Оксана
- «Наталка Полтавка» Н. В. Лысенко — Наталка
- «Милана» Г. И. Майбороды — Милана
- «Тарас Шевченко» Г. И. Майбороды — Репнина
- «Мамай» В. С. Губаренко — Варка
- «Евгений Онегин» П. И. Чайковского — Татьяна
- «Пиковая дама» П. И. Чайковского — Лиза
- «Князь Игорь» А. П. Бородина — Ярославна
- «Катерина Измайлова» Д. Д. Шостаковича — Катерина
- «Укрощение строптивой» В. Я. Шебалина — Катарина
- «Богема» Дж. Пуччини — Мими
- «Орфей» К. В. Глюка — Эвридика
- «Трубадур» Дж. Верди — Леонора
- «Бал-маскарад» Дж. Верди — Амелия
- «Гугеноты» Дж. Мейербера — Валентина
- «Волшебная флейта» В. А. Моцарта — Папагена

## Награды и премии
- народная артистка УССР (1978)
- I премия Всеукраинского конкурса вокалистов имени Н. В. Лысенко (1968)
- IV премия Всесоюзного конкурса вокалистов имени М. И. Глинки (1968; Киев)
- III премия на IV Международном конкурсе имени П. И. Чайковского (1970)
- II премия I Международного конкурса молодых оперных певцов (1973; София)
- Большая золотая медаль Международного конкурса имени Кати Поповой (1974; Болгария)
- Государственная премия УССР имени Т. Г. Шевченко (1976) — за исполнение партии Катерины Измайловой в оперном спектакль «Катерина Измайлова» Д. Д. Шостаковича, поставленном на сцене в КУАТОБ имени Т. Г. Шевченко (1975)
- орден княгини Ольги III степени (2006)

## Общественная деятельность
Председатель жюри литературно-художественного фестиваля «Кролевецкие рушники»
В марте 2009 года признана победительницей Национального рейтинга успешных женщин «Королева успеха». Председатель Высшего Совета рейтинга, первый Президент Украины Леонид Кравчук вручил Евдокии Колесник символ победы — Корону успеха и Диплом о предоставления Почетного титула «Королева успеха».